# イノウエ百貨店
イノウエ百貨店（いのうえひゃっかてん）は、かつて東京都八王子市八日町にあった日本の百貨店。

## 歴史
1963年（昭和38年）10月1日、八王子市八日町2丁目の甲州街道（国道20号）沿いにイノウエ百貨店として開業。1960年（昭和35年）12月10日に同じ八日町に先行して開業していたまるき百貨店に続き、八王子市で2番目の百貨店となった。
屋上遊園地のある建物に、食品から紳士・婦人服やアクセサリー・貴金属、呉服、玩具、文房具などの総合的な品揃えを行い、昭和30年代後半にはまるき百貨店とともに、八王子を代表する百貨店として繁栄した。
しかし昭和40年代に入り、同じ甲州街道沿いで八王子駅寄りの横山町が繁華街の中心となり、八日町が衰退した影響を受けて、時期が若干ずれるもの、まるき百貨店とほぼ同じ開業から8年足らずの1971年（昭和46年）7月に閉店し、その歴史に終止符を打った。
百貨店閉店後は、八王子発祥のスーパーマーケット忠実屋と組み、イノウエ忠実屋（I・C）の「I・Cマコー店」を経て、忠実屋八日町店となったが1991年8月11日に閉店した。
建物はその後、「カラオケ店」シダックス八王子八日町クラブとなっていたが、2011年3月31日に閉店し、2012年に解体された。跡地には2014年1月に住友不動産の15階建て高層分譲マンション「ミッドプレイス八王子」が建設されている。